# Edward L. Kaplan
Edward L. Kaplan (11 maja 1920 w Filadelfii, zm. 26 września 2006 w Corvallis) – amerykański matematyk. 
Wspólnie z Paulem Meierem opracował i przedstawił w 1958 r. tzw. estymator Kaplana-Meiera, używany w statystycznej analizie przeżycia estymator prognozujący funkcję przeżycia. Ich metoda statystyczna stała się standardową metodą wykorzystywaną w naukach medycznych do prognozowania przeżywalności pacjentów.